# Era Vargas
La Era Vargas es el período de la historia brasileña entre 1930 y 1945, cuando Getúlio Vargas gobernó el país de manera ininterrumpida durante 15 años. Incluye el Gobierno provisional (1930-1934), el Gobierno constitucional (1934-1937) y el Estado Novo (1937-1945). Este período marcó un antes y un después en la historia brasileña, debido a los numerosos cambios que Vargas introdujo en el país, tanto sociales como económicos.
La Revolución de 1930 marcó el fin de la República Velha con la destitución del presidente Washington Luís, la revocación de la Constitución de 1891 con el objetivo de establecer un nuevo orden constitucional, la disolución del Congreso Nacional; la intervención federal en los gobiernos estaduales y el cambio en el escenario político con la supresión de la hegemonía hasta entonces disfrutada por las oligarquías agrarias de São Paulo y Minas Gerais (política del café con leche) y señala el inicio de la Era Vargas (teniendo en cuenta que, tras el triunfo de la revolución, una junta militar provisional cedió el poder a Vargas, reconocido como líder del movimiento revolucionario).
La era Vargas se compone de tres fases sucesivas: el período del Gobierno Provisional (1930-1934), en el que Vargas gobernó por decreto como jefe del Gobierno provisional, cargo establecido por la Revolución, a la espera de la adopción de una nueva constitución para el país. El período de la constitución de 1934 cuando, tras la aprobación de la nueva constitución por la Asamblea Constituyente de 1933-1934, Vargas fue elegido por la asamblea, en virtud de las disposiciones transitorias de la constitución, presidente, junto a un poder legislativo elegido democráticamente. Finalmente, el período del Estado Novo (1937-1945), que comienza cuando Vargas impone una nueva constitución mediante un golpe de Estado autoritario y diluye el congreso, asumiendo poderes dictatoriales con el objetivo de perpetuar su gobierno.
La dimisión de Getúlio Vargas de su régimen del Estado Novo en 1945 y la posterior redemocratización del país con la adopción de una nueva constitución en 1946 marcaron el fin de la era Vargas y el inicio del período conocido como Cuarta República brasileña. Vargas volvería más tarde a la Presidencia de la República, elegido por voto directo, y gobernaría Brasil durante tres años y medio: desde el 31 de enero de 1951 hasta el 24 de agosto de 1954 cuando se suicidó de un disparo en el corazón en su dormitorio del Palácio do Catete, en la ciudad de Río de Janeiro, entonces capital federal.